# Paul Nuttall
Paul Andrew Nuttall (ur. 30 listopada 1976 w Liverpoolu) – brytyjski polityk, poseł do Parlamentu Europejskiego VII i VIII kadencji, w latach 2008–2010 przewodniczący Partii Niepodległości Zjednoczonego Królestwa, a od 2016 do 2017 lider tego ugrupowania. 

## Życiorys
Z zawodu nauczyciel historii. Był początkowo związany z Partią Konserwatywną. W 2004 wstąpił do Partii Niepodległości Zjednoczonego Królestwa. Bez powodzenia reprezentował to ugrupowanie w wyborach krajowych i lokalnych w okręgu Bootle. Od 2006 do 2008 pracował w Brukseli w ramach grupy asystentów europosłów swojego ugrupowania. W 2008 został formalnym przewodniczącym partii, funkcję tę pełnił przez dwa lata.
W wyborach w 2009 z ramienia UKIP uzyskał mandat deputowanego do Parlamentu Europejskiego. Przystąpił do nowo powołanej grupy pod nazwą Europa Wolności i Demokracji, a także do Komisji Ochrony Środowiska Naturalnego, Zdrowia Publicznego i Bezpieczeństwa Żywności. W 2014 z powodzeniem ubiegał się o europarlamentarną reelekcję.
W listopadzie 2016 w wyniku wewnątrzpartyjnego głosowania został wybrany na nowego lidera Partii Niepodległości Zjednoczonego Królestwa. Ustąpił w czerwcu 2017 po słabym wyniku partii w wyborach do Izby Gmin. W grudniu 2018 zrezygnował z członkostwa w UKIP, a w 2019 dołączył do Brexit Party.
Członek antyaborcyjnej organizacji Society for the Protection of Unborn Children.